# Holger
Holger  è un nome proprio di persona svedese, norvegese, danese e tedesco maschile.

## Origine e diffusione

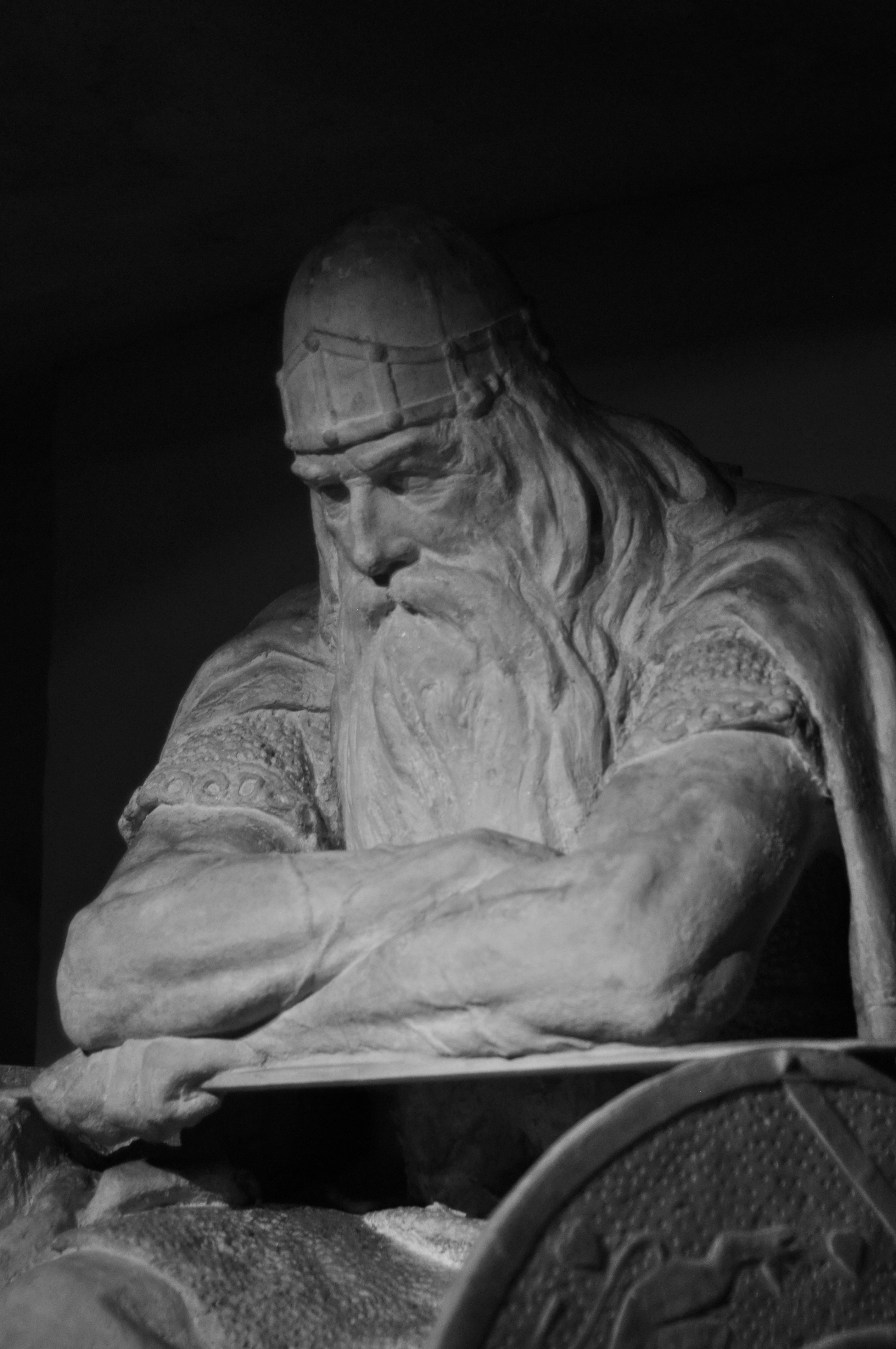
Statua di Holger Danske nel castello di Kronborg

Deriva dal nome norreno Hólmgeirr o Holmger, composto dagli elementi hólmr ("[piccola] isola") e geirr ("lancia"); il significato complessivo può essere interpretato come "combattente dell'isola", "lanciere che viene dall'isola". Questo nome venne portato da Holger Danske, un leggendario nobile danese che sarebbe stato generale di Carlo Magno, considerato un eroe nazionale in Danimarca.

## Onomastico
L'onomastico si può festeggiare il 20 dicembre in memoria di san Hoger o Holger, monaco benedettino a Corvey e quindi arcivescovo di Amburgo e Brema.

## Persone
- Holger Badstuber, calciatore tedesco
- Holger Bauroth, fondista tedesco
- Holger Crafoord, imprenditore svedese
- Holger Czukay, compositore, bassista e produttore musicale tedesco
- Holger Fach, calciatore e allenatore di calcio tedesco
- Holger Freitag, saltatore con gli sci tedesco orientale
- Holger Geschwindner, cestista, allenatore di pallacanestro e dirigente sportivo tedesco
- Holger C. Gotha, attore, regista e produttore televisivo tedesco
- Holger Hieronymus, calciatore tedesco
- Holger Rune tennista danese
- Holger Hott Johansen, orientista norvegese
- Holger Nielsen, schermidore, tiratore e atleta danese
- Holger Bech Nielsen, fisico danese
- Holger Osieck, calciatore e allenatore di calcio tedesco
- Holger Stanislawski, calciatore e allenatore di calcio tedesco
- Holger Thiele, astronomo danese
- Holger Willmer, calciatore tedesco